# Janjālābād
Janjālābād (persiska: جنجل آباد) är en ort i Iran.   Den ligger i provinsen Nordkhorasan, i den nordöstra delen av landet, 600 km öster om huvudstaden Teheran. Janjālābād ligger 1 913 meter över havet och antalet invånare är 148.
Terrängen runt Janjālābād är kuperad. Runt Janjālābād är det ganska glesbefolkat, med 43 invånare per kvadratkilometer. Närmaste större samhälle är Bāsh Maḩalleh, 5,6 km sydväst om Janjālābād. Trakten runt Janjālābād består i huvudsak av gräsmarker.